# Церковь Святого Иоанна Канео (Охрид)
Церковь Святого Иоанна Канео (макед. Црква „Свети Јован Богослов Канео“), также известная как Церковь Святого Иоанна Богослова — храм Македонской православной церкви, расположенный на скале над пляжем Канео в городе Охриде и выходящий на Охридское озеро. Храм воздвигнут в честь Иоанна Богослова. Точная дата строительства церкви неизвестна, однако, согласно документам о церковной собственности, церковь была построена до 1447 года. Археологические раскопки подтверждают, что церковь была построена в XIII веке ещё до появления Османской империи.

## Описание
Церковь представляет собой крестообразное строение с прямоугольным основанием, имеет трёхстороннюю апсиду на восточной стороне. Предполагается, что архитектор создавал план церкви с учётом как византийских, так и армянских архитектурных элементов (особенно при оформлении восьмиугольного купола). Незадолго до прибытия турок в Северную Македонию церковь в XIV веке подверглась реконструкции. Согласно летописям, церковь Святого Иоанна Канео располагалась недалеко от церкви Святых Константина и Елены. После захвата турками территории Северной Македонии началось иссякание духовной жизни с XVII по XIX века (одна из немногих сохранившихся икон датируется 1676 годом).
Ряд реконструкций церкви прошёл в конце XIX — начале XX века, когда был установлен деревянный иконостас с изображением нескольких святых и Девы Марии на главной апсиде. В куполе храма размещена фреска Христа Вседержителя, который окружён восемью летящими ангелами. Секции между окнами покрыты фресками библейских пророков. На стенах церкви также изображены фрески со святыми Клементом Охридским и Эразмом Охридским. В верхней зоне алтаря изображена сцена Общины Апостолов с ангелами в царской одежде, и это изображение считалось весьма необычным для Византийской живописи.
В 1964 году в ходе реставрационных работ были обнаружены несколько фресок, что позволило получить искусствоведам достаточное количество информации об истории средневекового искусства в Северной Македонии (особенно во время правления византийской династии Комнинов). В настоящее время в церкви установлены несколько воздухозаборников, что позволяет повысить её надёжность и сохранить фрески на стенах.

## Галерея

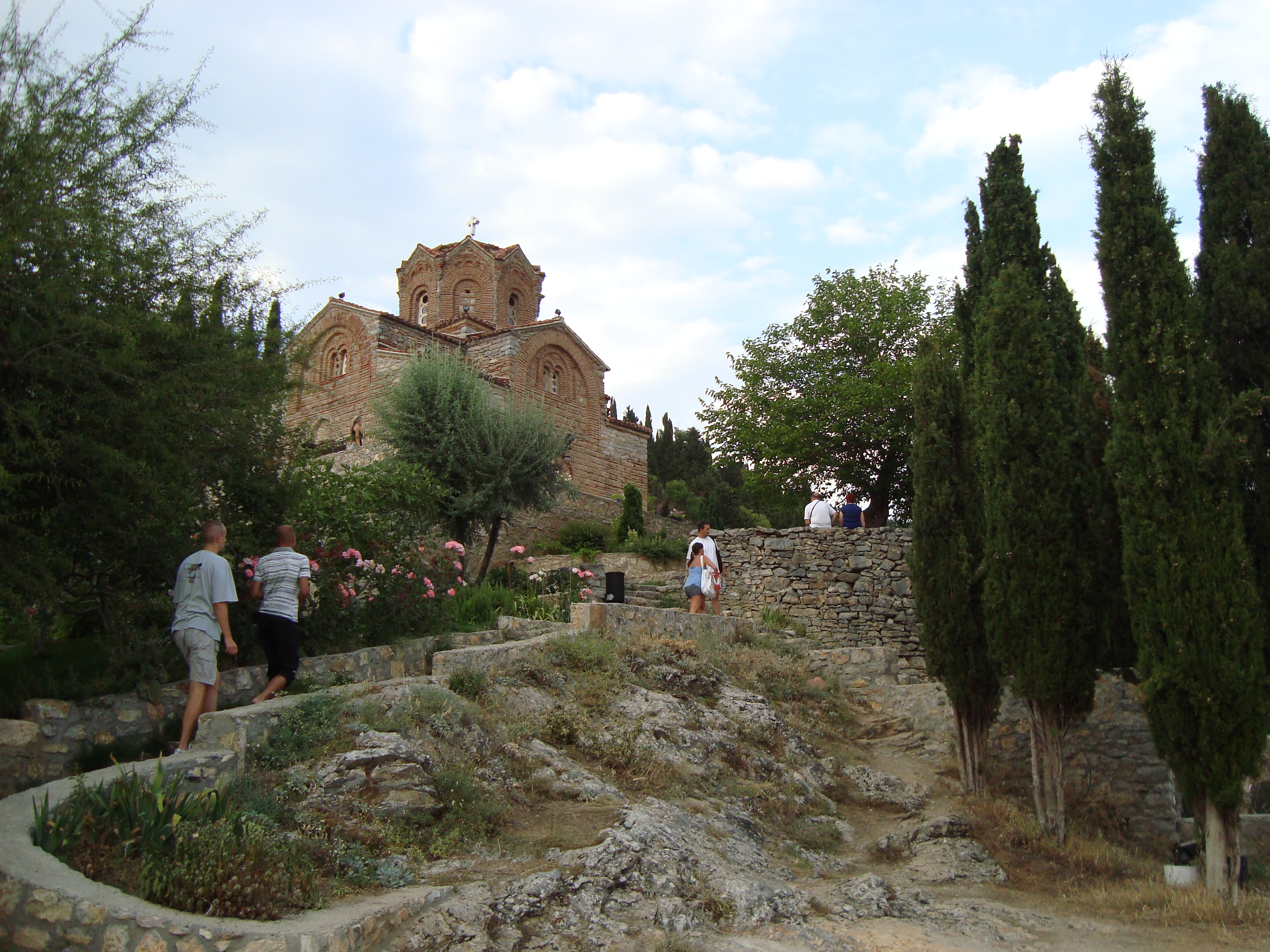
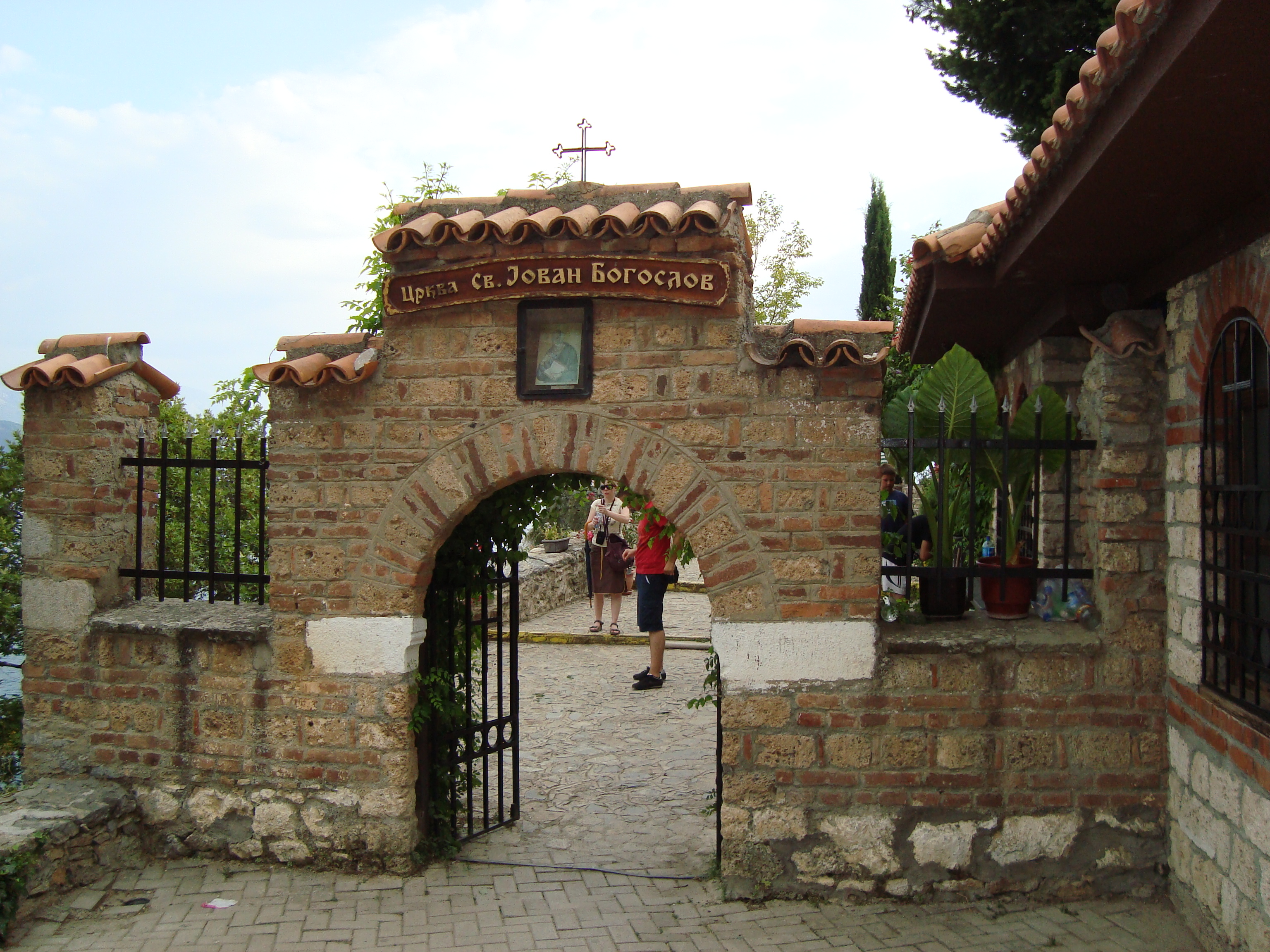
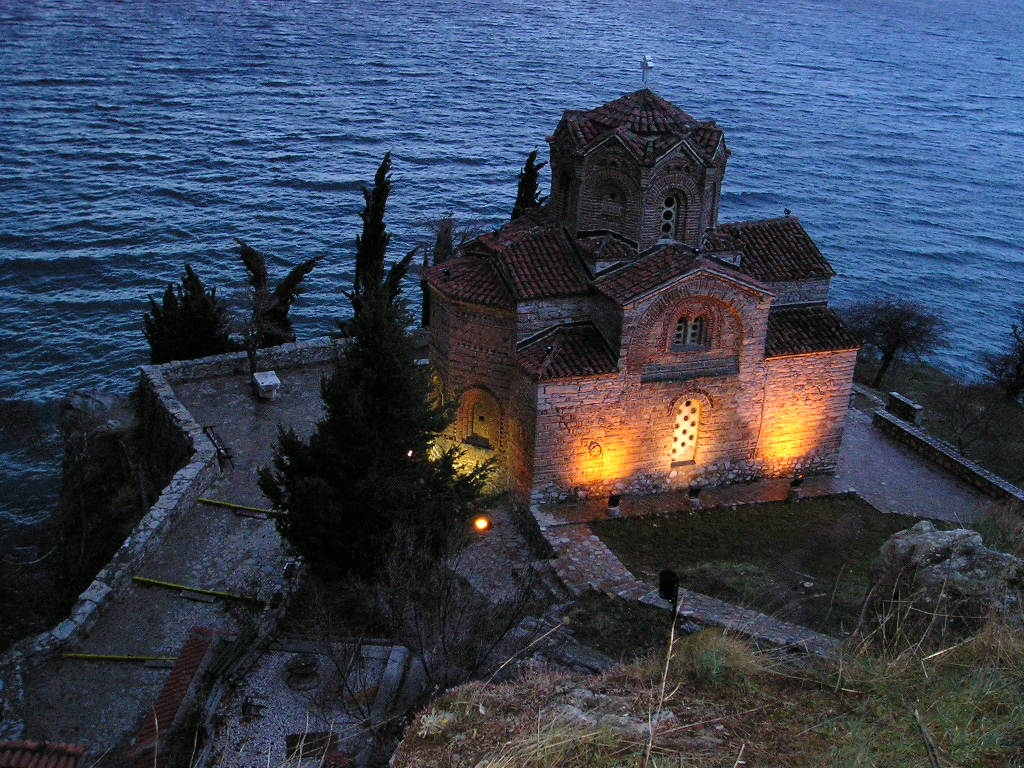
Церковь вечером
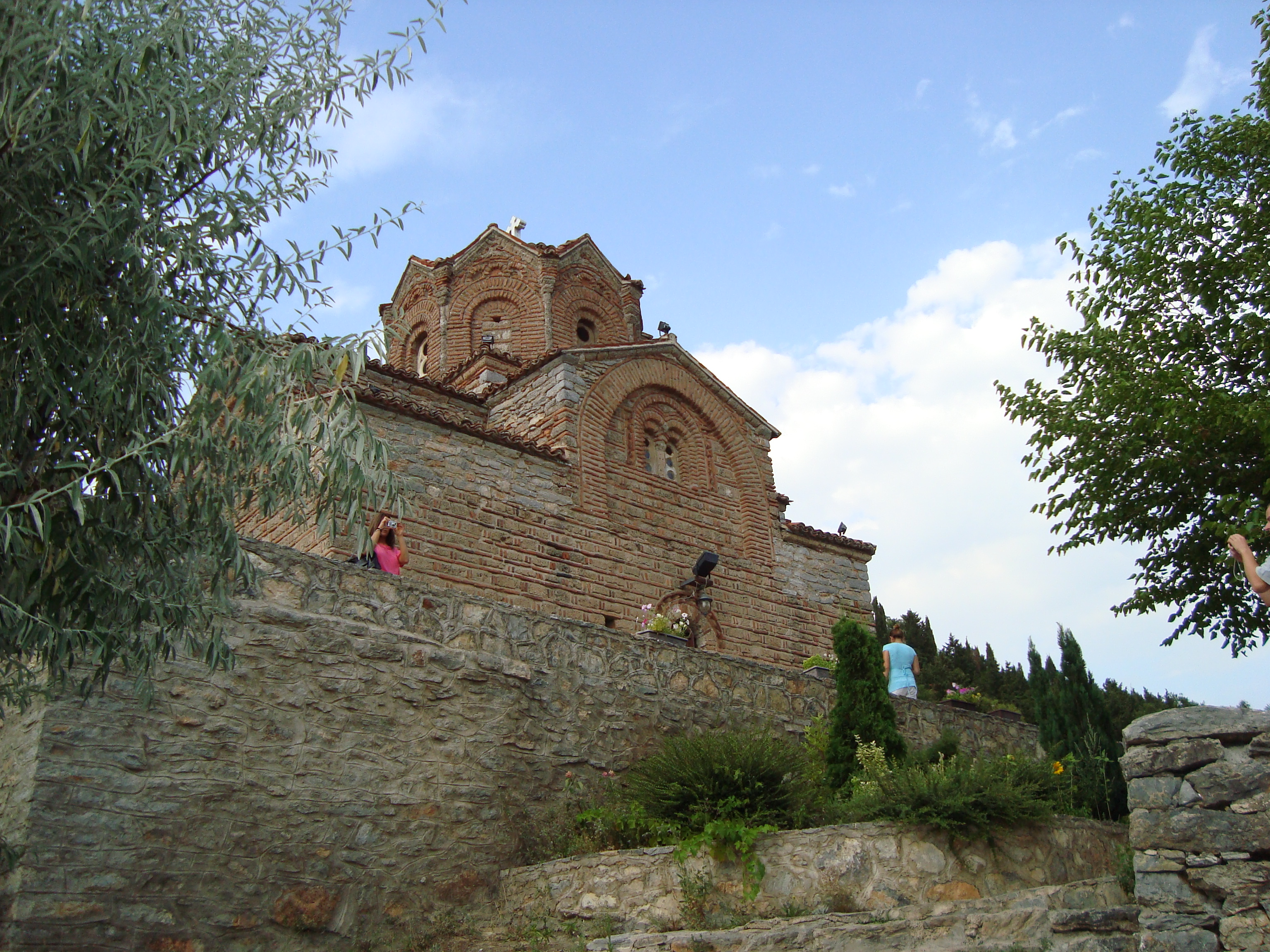
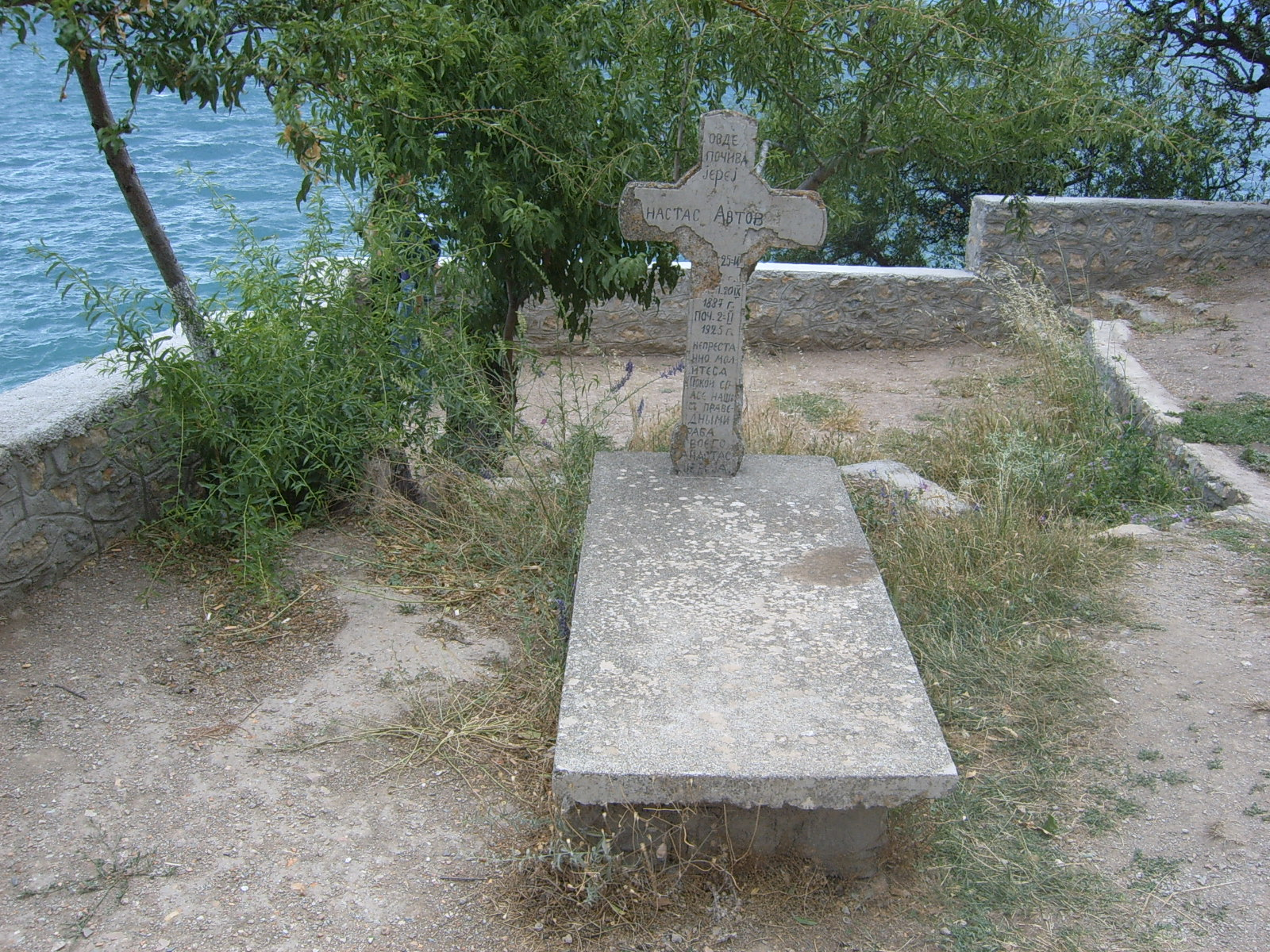
Могила иерея Анастаса Автова
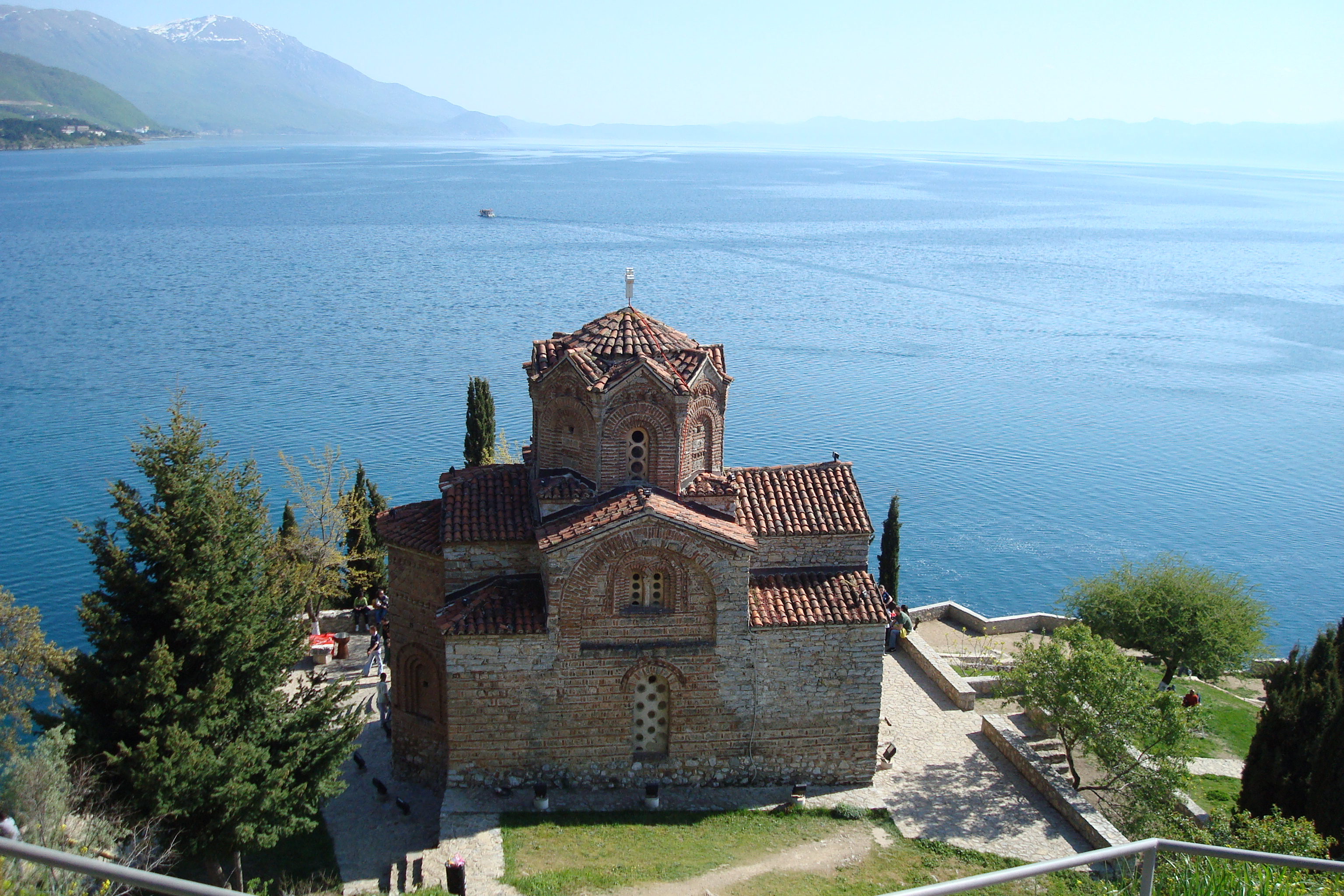
Вид на озеро
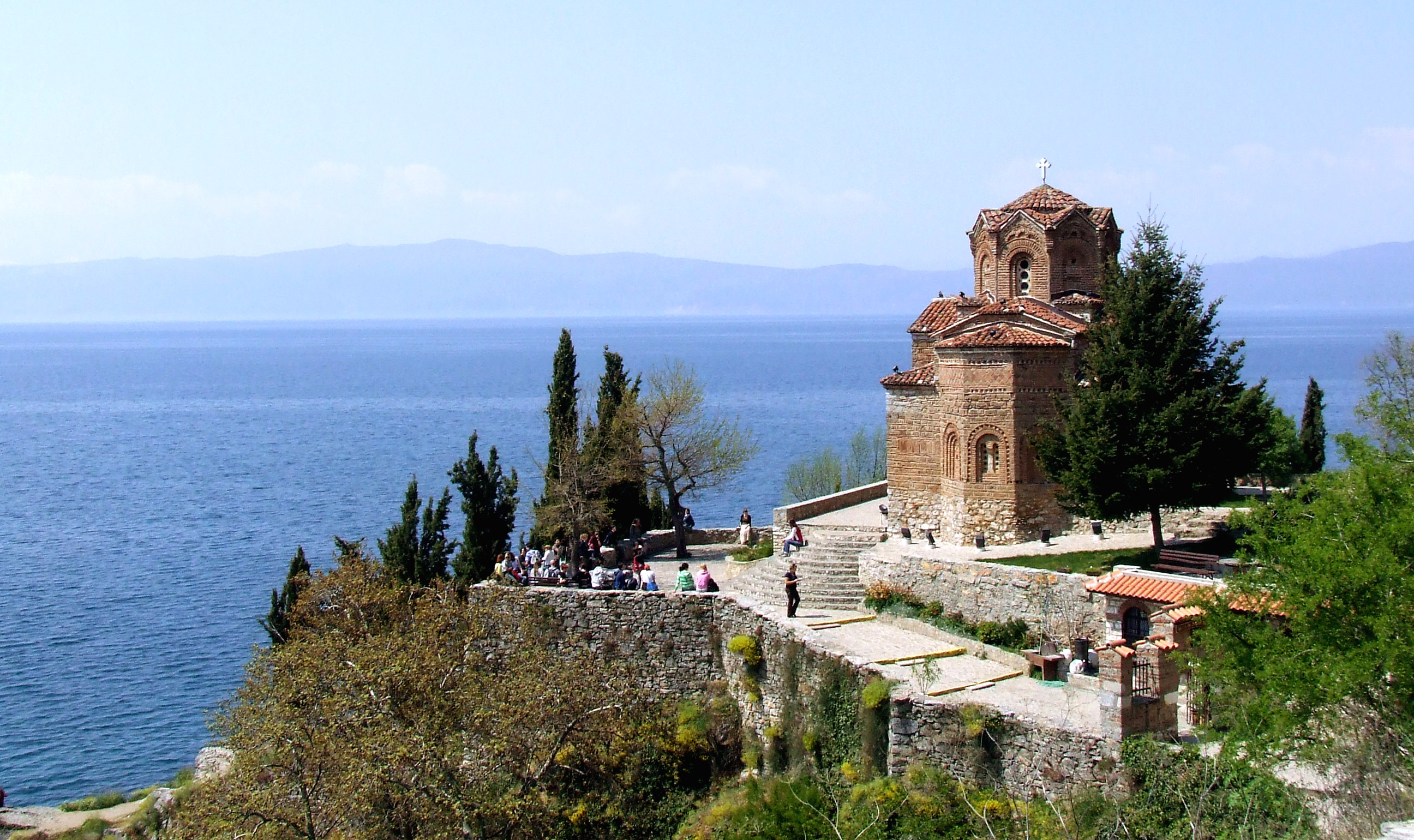
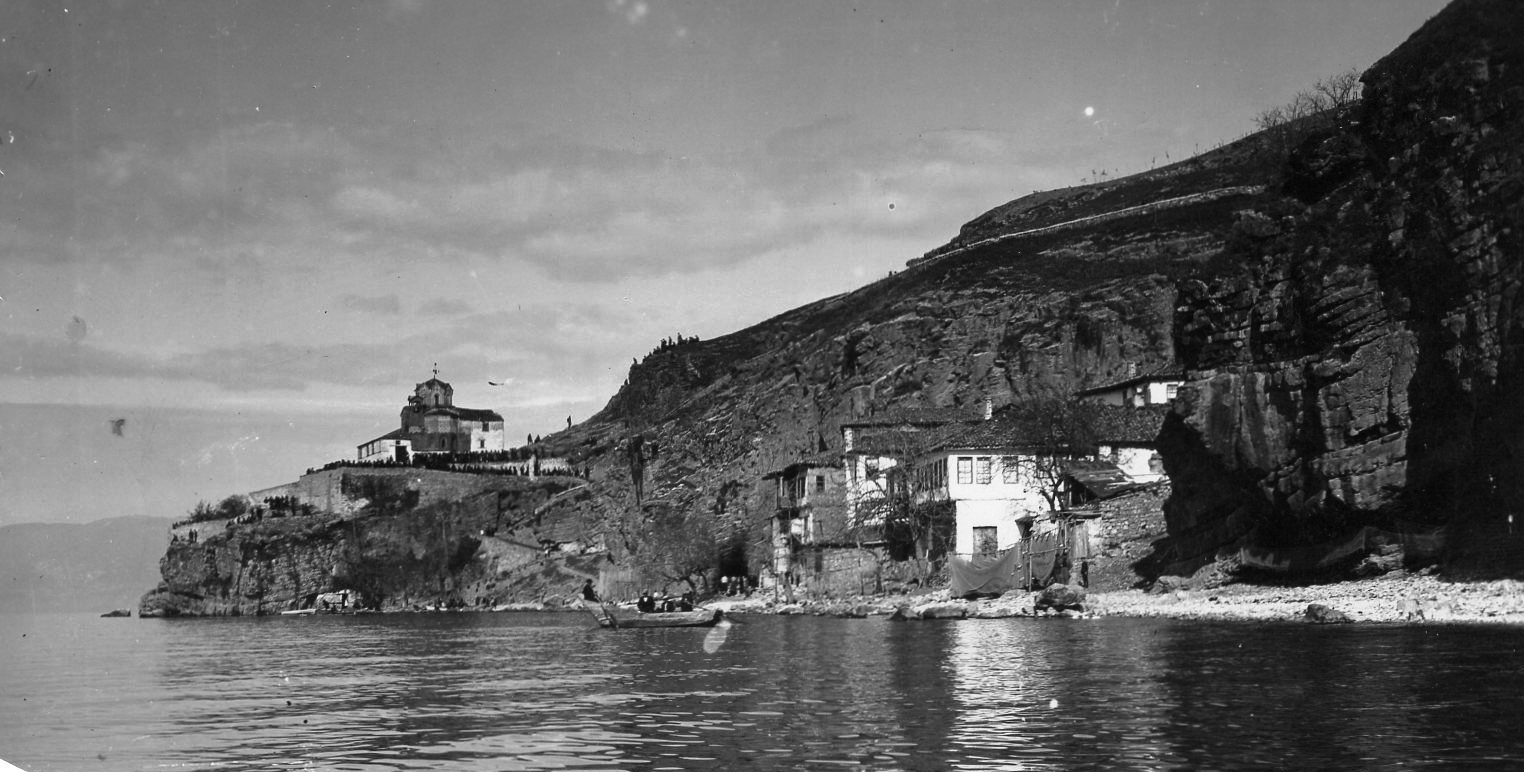
Церковь в 1930-е годы